# Núbios
Núbios (/ˈnuːbiənz,_ˈnjuːʔ/) (Nobiin : Nobī)  são um grupo etno-linguístico de pessoas indígenas da região que é agora o norte do Sudão e o sul do Egito. Eles são originários dos primeiros habitantes do vale central do Nilo, que se acredita ser um dos primeiros berços da civilização. Eles falam línguas núbias, parte das línguas sudanesas do norte oriental .
Os primeiros assentamentos neolíticos foram encontrados na região central da Núbia que datam de 7000 aC, com Wadi Halfa creditado com o assentamento mais antigo no vale central do Nilo. Partes da Núbia, particularmente a Baixa Núbia, às vezes faziam parte do antigo Egito faraônico e outras vezes um estado rival representando partes de Meroë ou o Reino de Kush . Na vigésima quinta dinastia (744 aC-656 aC), todo o Egito estava unido à Núbia, estendendo-se até o que hoje é Cartum. No entanto, em 656 aC, a vigésima sexta dinastia nativa recuperou o controle do Egito. Como guerreiros, os antigos núbios eram famosos por sua habilidade e precisão com o arco e flecha. Na Idade Média, os núbios se converteram ao cristianismo e estabeleceram três reinos: Nobatia no norte, Makuria no centro e Alodia no sul. Eles então se converteram ao Islã durante a islamização da região do Sudão.
Hoje, os núbios no Egito vivem principalmente no sul do Egito, especialmente em Kom Ombo e Nasr al-nuba ao norte de Aswan, e grandes cidades como Cairo, enquanto os núbios sudaneses vivem no norte do Sudão, particularmente em a região entre a cidade de Wadi Halfa na fronteira Egito-Sudão e al Dabbah .

## Etimologia
Ao longo da história, várias partes da Núbia foram conhecidas por nomes diferentes, incluindo em egípcio:  tꜣ stj   "Terra do Arco", tꜣ nḥsj, jꜣm " Querma ", jrṯt, sṯjw, wꜣwꜣt, Meroitic : akin(e) «Inferior "Núbia"» e qes(a), qos(a) "Kush", e a Etiópia grega. A origem dos nomes Nubia e Núbio são contestadas. O que é mais certo é que, em última análise, denotam proveniência geográfica e não origem étnica. Com base em traços culturais, muitos estudiosos acreditam que a Núbia é derivada do em egípcio:  nbw   "ouro". O Império Romano usou o termo "Nubia" para descrever a área do Alto Egito e do norte do Sudão. Outra etimologia traça o topônimo para um grupo distinto de pessoas, os Noubai, que em tempos mais recentes habitaram a área que ficaria conhecida como Núbia. A derivação do termo "núbio" também foi associada ao historiador grego Estrabão, que se referia ao povo Nubas.

## História

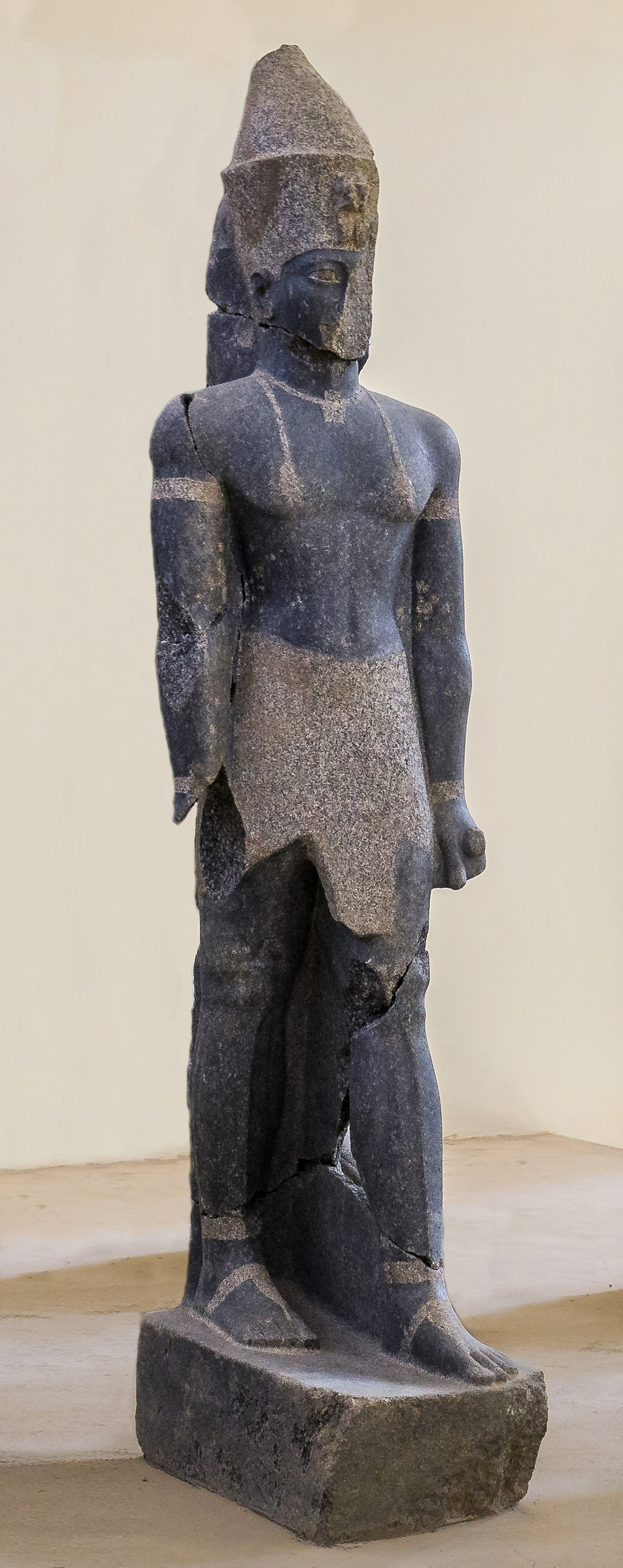
Rei Sencamanisquem c. 643-. Museu de Queerma

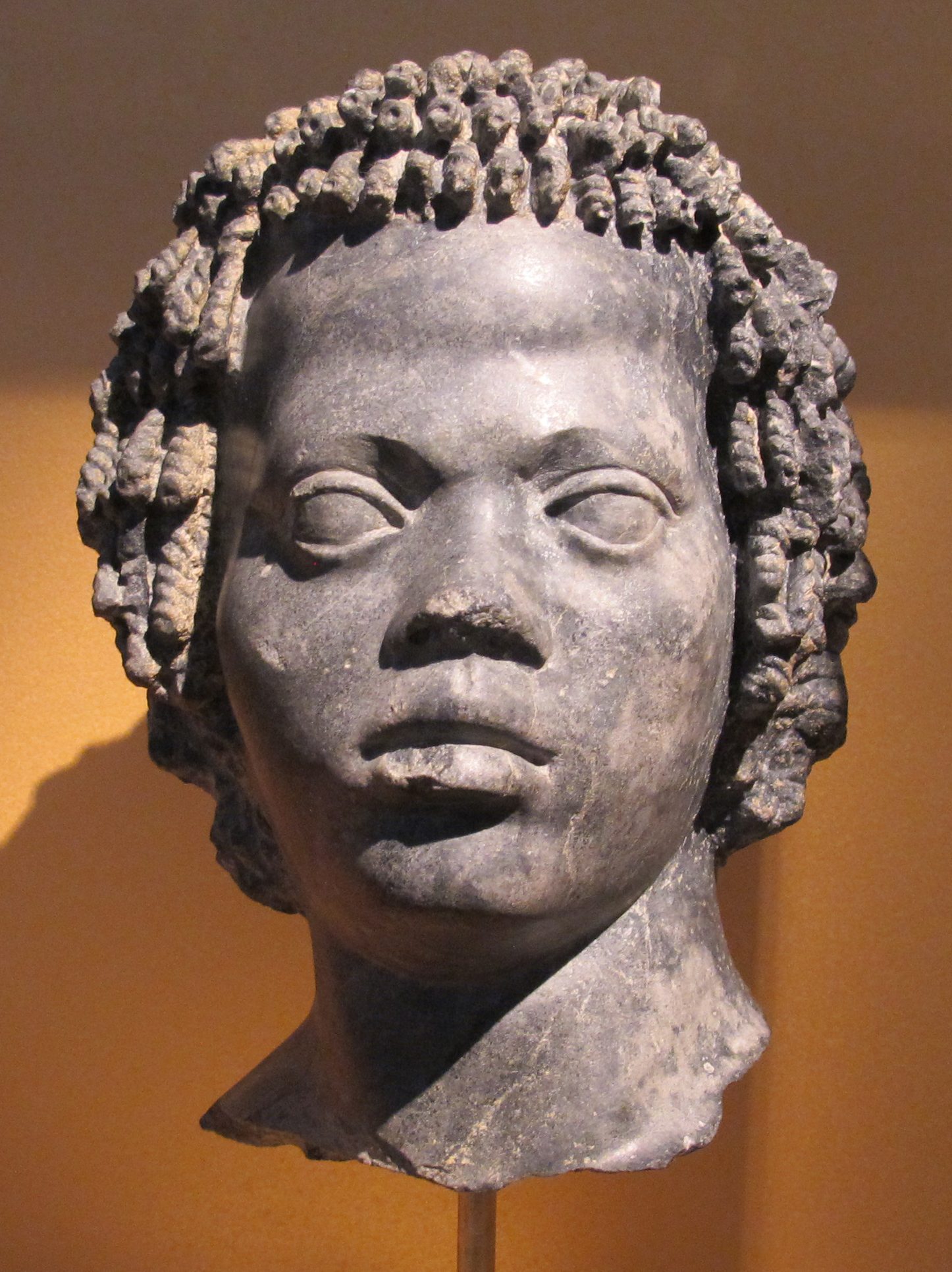
Retrato de mármore de um habitante da Núbia c. 120–100 aC

A pré-história da Núbia data do Paleolítico há cerca de 300.000 anos. Por volta de 6000 aC, os povos da região desenvolveram uma economia agrícola. Eles começaram a usar um sistema de escrita relativamente tarde em sua história, quando adotaram o sistema hieroglífico egípcio. A história antiga na Núbia é categorizada de acordo com os seguintes períodos: Cultura do Grupo-A (3700–2800 a.C.), cultura do Grupo-C (2300–1600 a.C.), Reino de Querma (2500–1500 a.C.), contemporâneos núbios do Reino Novo (1550–1069 a.C.), a Vigésima Quinta Dinastia (1000–653 a.C.), Napata (1000–275 a.C.), Meroé (275 a.C.–300/50 d.C.), Macúria (340–1317), Nobácia (350–650) e Alódia (600–1504).

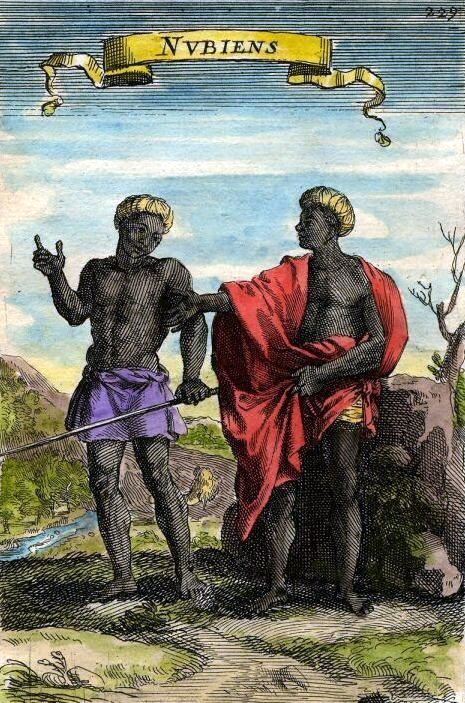
Vista dos núbios, 1683 (cortado)

As afinidades linguísticas das primeiras culturas núbias são incertas. Algumas pesquisas sugerem que os primeiros habitantes da região da Núbia, durante as culturas do grupo-C e Querma, eram falantes de línguas pertencentes aos ramos berbere e cuxítico, respectivamente, da família afro-asiática. Pesquisas mais recentes sugerem que os povos da cultura de Querma falavam línguas nilo-saarianas do ramo sudanês oriental, e que os povos da cultura do grupo-C ao norte falavam línguas cuchíticas. Eles foram sucedidos pelos primeiros falantes da língua núbia, cujas línguas pertenciam a outro ramo das línguas sudanesas orientais dentro do filo nilo-saariano. Uma estela da vitória do século IV comemorativa do rei axumita Ezana contém inscrições que descrevem dois grupos populacionais distintos que habitam a antiga Núbia: uma população "vermelha" e uma população "negra".
Embora o Egito e a Núbia tenham uma história pré-dinástica e faraônica compartilhada, as duas histórias divergem com a queda do Egito Antigo e a conquista do Egito por Alexandre, o Grande, em 332 aC. Neste ponto, a área de terra entre a 1ª e a 6ª catarata do Nilo ficou conhecida como Núbia.

Uma mulher núbia por volta de 1900

O Egito foi conquistado primeiro pelos persas e nomeado Satrapy (província) de Mudriya, e dois séculos depois pelos gregos e depois pelos romanos. Durante o último período, no entanto, os Kushites formaram o reino de Meroë, que foi governado por uma série de lendárias Candaces ou Rainhas. Miticamente, a Candace de Meroë foi capaz de intimidar Alexandre, o Grande, a recuar com um grande exército de elefantes, enquanto documentos históricos sugerem que os núbios derrotaram o imperador romano Augusto César, resultando em um tratado de paz favorável para Meroë. O reino de Meroë também derrotou os persas e, mais tarde, a Núbia cristã derrotou os exércitos árabes invasores em três ocasiões diferentes, resultando no tratado de paz de Baqt de 600 anos, o tratado mais duradouro da história. A queda do reino da Núbia cristã ocorreu no início de 1500, resultando em plena islamização e reunificação com o Egito sob o Império Otomano, a dinastia Muhammad Ali e o domínio colonial britânico. Após a independência do Sudão do Egito em 1956, a Núbia e o povo núbio se dividiram entre o sul do Egito e o norte do Sudão.
Os núbios modernos falam línguas núbias (nobiin, quenzi, dongolaui e outras) que fazem parte da família nilo-saariana. A língua núbia antiga é atestada desde o século VIII e é a língua africana mais antiga já registrada fora da família afro-asiática. Era a língua dos nômades Noba que ocuparam o Nilo entre a Primeira e a Terceira Catarata e também dos nômades Makorae que ocuparam a terra entre a Terceira e a Quarta Catarata, após o colapso do Reino de Kush em algum momento do século IV. Os Makorae eram uma tribo separada que acabou conquistando ou herdando as terras dos Noba: eles estabeleceram um estado de influência bizantina chamado Makuria, que administrava as terras Noba separadamente como a eparquia de Nobatia. Nobadia foi convertida ao miafisismo pelo padre ortodoxo Juliano e Longino de Constantinopla, e posteriormente recebeu seus bispos do Papa da Igreja Ortodoxa Copta de Alexandria .
Núbia consistia em quatro regiões com agricultura e paisagens variadas. O rio Nilo e seu vale foram encontrados nas partes norte e central da Núbia, permitindo a agricultura usando irrigação. O Sudão ocidental tinha uma mistura de agricultura camponesa e nomadismo. O Sudão Oriental tinha principalmente nomadismo, com algumas áreas de irrigação e agricultura. Finalmente, havia a fértil região pastoril do sul, onde se localizavam as maiores comunidades agrícolas da Núbia.

## Núbios modernos

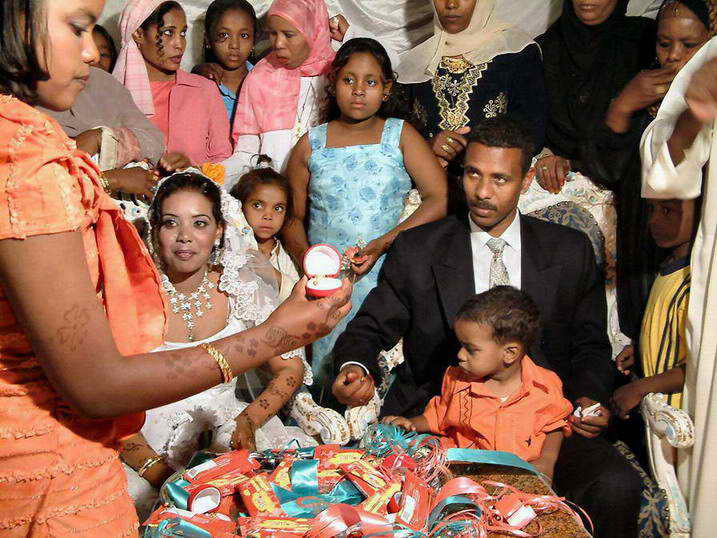
Casamento núbio perto de Aswan

Os descendentes dos antigos núbios ainda habitam a área geral do que era a antiga Núbia. Eles atualmente vivem no que é chamado de Antiga Núbia, localizada principalmente no moderno Egito e Sudão. Os núbios foram reassentados em grande número (cerca de 50.000 pessoas) longe de Wadi Halfa Norte do Sudão para Khashm el Girba - Sudão e alguns se mudaram para o sul do Egito desde a década de 1960, quando a barragem de Aswan foi construída no Nilo, inundando terras ancestrais. A maioria dos núbios hoje em dia trabalha em cidades egípcias e sudanesas. Enquanto o árabe só era aprendido por homens núbios que viajavam a trabalho, está sendo cada vez mais aprendido por mulheres núbias que têm acesso à escola, rádio e televisão. As mulheres núbias estão trabalhando fora de casa em número crescente.
Durante a Guerra Árabe-Israelense de 1973, o Egito empregou pessoas núbias como codetalkers.

## Cultura

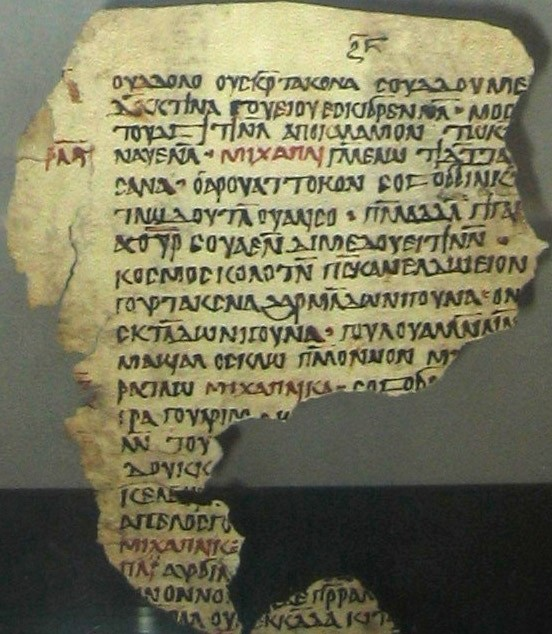
Manuscrito núbio antigo

Os núbios desenvolveram uma identidade comum, que foi celebrada na poesia, romances, música e contação de histórias.
Os núbios no Sudão moderno incluem os Danagla em torno de Dongola Reach, os Mahas da Terceira Catarata a Wadi Halfa e os Sikurta em torno de Aswan. Eles também praticam a escarificação : homens e mulheres Mahas têm três cicatrizes em cada bochecha, enquanto os Danaqla usam essas cicatrizes em suas têmporas. As gerações mais jovens parecem estar abandonando esse costume.
O antigo desenvolvimento cultural da Núbia foi influenciado por sua geografia. Às vezes é dividido em Núbia Superior e Núbia Inferior. A Alta Núbia era onde se localizava o antigo Reino de Napata (o Kush). A Baixa Núbia foi chamada de "corredor para a África", onde havia contato e intercâmbio cultural entre núbios, egípcios, gregos, assírios, romanos e árabes. A Baixa Núbia também foi onde o Reino de Meroe floresceu.
Querma, Nepata e Meroé eram os maiores centros populacionais da Núbia. As ricas terras agrícolas da Núbia sustentavam essas cidades. Os antigos governantes egípcios buscavam o controle da riqueza da Núbia, incluindo o ouro, e as importantes rotas comerciais dentro de seus territórios. As ligações comerciais da Núbia com o Egito levaram à dominação do Egito sobre a Núbia durante o período do Novo Reino. O surgimento do Reino de Meroe no século VIII aC levou o Egito a ficar sob o controle dos governantes núbios por um século, embora preservassem muitas tradições culturais egípcias. Os reis núbios eram considerados estudiosos piedosos e patronos das artes, copiando antigos textos egípcios e até restaurando algumas práticas culturais egípcias. Depois disso, a influência do Egito diminuiu muito. Meroe tornou-se o centro de poder da Núbia e os laços culturais com outras partes da África ganharam maior influência.

### Religião
Hoje, os núbios praticam o Islã . Até certo ponto, as práticas religiosas núbias envolvem um sincretismo do islamismo e das crenças populares tradicionais. Nos tempos antigos, os núbios praticavam uma mistura de religião tradicional e religião egípcia. Antes da disseminação do Islã, muitos núbios praticavam o cristianismo.

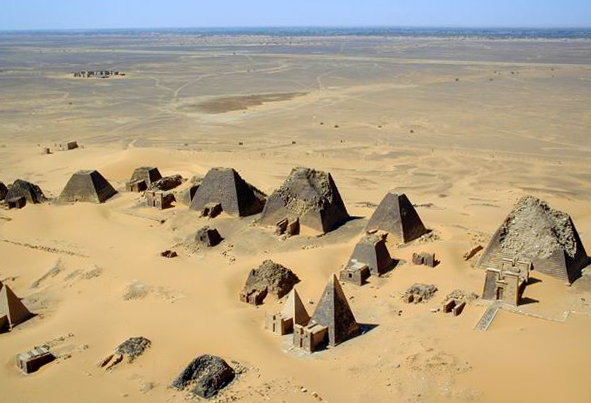
Pirâmides núbias

A partir do século VIII, o islamismo chegou à Núbia, embora cristãos e muçulmanos (principalmente comerciantes árabes nesse período) vivessem pacificamente juntos. Com o tempo, os núbios gradualmente se converteram ao islamismo, começando com a elite núbia. O Islã foi difundido principalmente por meio de pregadores sufis que se estabeleceram na Núbia no final do século XIV em diante. No século XVI, a maioria dos núbios era muçulmana.
A antiga Nepata era um importante centro religioso na Núbia. Era a localização de Jebel Barcal, uma enorme colina de arenito que se assemelhava a uma cobra empinada aos olhos dos antigos habitantes. Sacerdotes egípcios declararam que era o lar da antiga divindade Amon, reforçando ainda mais Nepata como um antigo local religioso. Este foi o caso de egípcios e núbios. Divindades egípcias e núbias foram adoradas na Núbia por 2.500 anos, mesmo quando a Núbia estava sob o controle do Novo Reino do Egito. Reis e rainhas núbios foram enterrados perto de Gebel Barkal, em pirâmides como os faraós egípcios. As pirâmides núbias foram construídas em Gebel Barkal, em Nuri (através do Nilo de Gebel Barkal), em El Kerru e em Meroe, ao sul de Gebel Barkal.

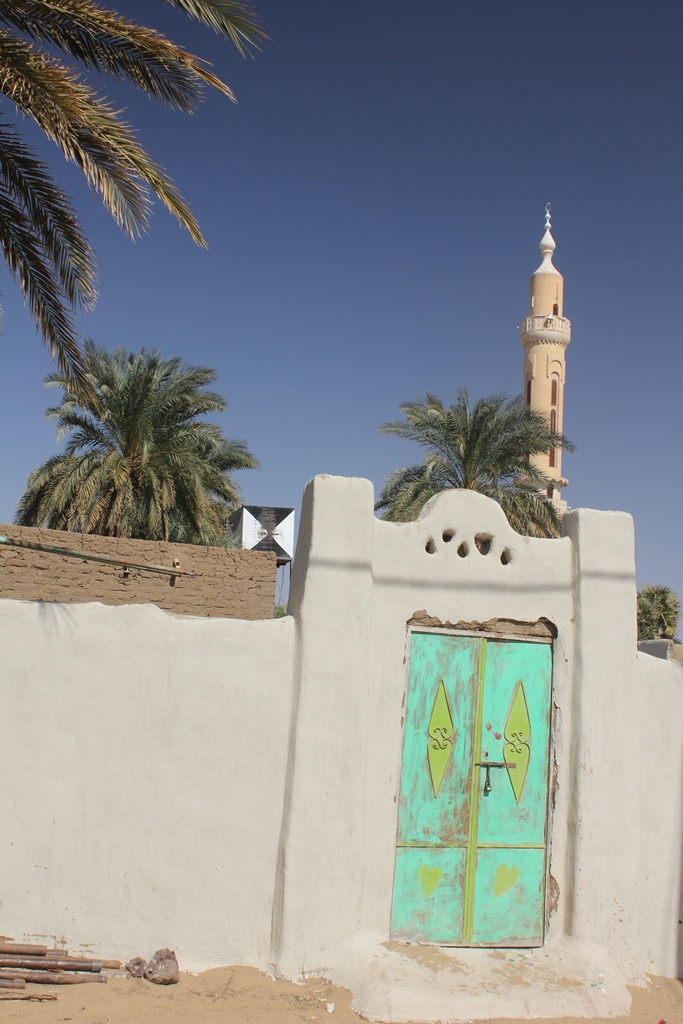
Portão núbio ornamentado

## Arquitetura
A arquitetura núbia moderna no Sudão é distinta e normalmente apresenta um grande pátio cercado por um muro alto. Um grande portão ornamentado, de preferência voltado para o Nilo, domina a propriedade. O estuque de cores vivas é frequentemente decorado com símbolos ligados à família no interior, ou motivos populares, como padrões geométricos, palmeiras ou o olho mau que afasta a má sorte.
Os núbios inventaram a abóbada núbia, um tipo de superfície curva que forma uma estrutura abobadada .

## Núbios notáveis
- Alara de Kush, fundador da Vigésima Quinta Dinastia do Egito
- Amenemhat I, fundador da Décima Segunda Dinastia . Muitos estudiosos nos últimos anos argumentaram que sua mãe era descendente de núbios.
- Taharqa, Faraó da Vigésima Quinta Dinastia.
- Jaafar an-Nimeiry, ex-presidente sudanês
- Mo Ibrahim, empresário de comunicações móveis sudanês-britânico e bilionário
- Mohamed Hussein Tantawi Soliman, marechal de campo egípcio e estadista, comandante-em-chefe das Forças Armadas egípcias, chefe de estado de fato do Egito
- Muhammad Ahmad, xeque Sufi do século 19 e líder revolucionário do Ansar
- Fathi Hassan, Pintor
- Ali Ghazal, futebolista egípcio
- Mowaia Bashir